# Crenicichla haroldoi
Crenicichla haroldoi är en fiskart som beskrevs av Luengo och Britski, 1974. Crenicichla haroldoi ingår i släktet Crenicichla och familjen Cichlidae. Inga underarter finns listade i Catalogue of Life.